# Jennifer Weiner
Jennifer Weiner (28 maart 1970) is een Amerikaans schrijver, televisieproducent en journalist. Ze werkt en woont in het Amerikaanse Philadelphia. Haar eerste boek werd gepubliceerd in 2001 en heette Goed in bed. Haar tweede boek, In haar schoenen, werd verfilmd als In Her Shoes, een film met Cameron Diaz, Toni Collette en Shirley MacLaine.

## Jeugd en opleiding
Weiner werd geboren in DeRidder in de Verenigde Staten van Amerika, waar haar vader werkte als legerarts. Na haar eerste levensjaar verhuisde de familie naar Simsbury Center, waar Weiner haar jeugd doorbracht. Op haar zestiende overleed haar vader aan een overdosis crack.
Haar eerste boek, Goed in bed, is losjes gebaseerd op haar eigen leven: net als de hoofdfiguur in het verhaal scheidden de ouders van Weiner op haar zestiende en kwam haar moeder uit de kast als lesbienne op haar vijfenvijftigste. Weiner ging naar Princeton University toen ze zeventien was en slaagde summa cum laude in Engels in 1991. Haar eerste verhaal, Tour of Duty, verscheen in 1992 in het blad Seventeen.

## Professionele leven
Na haar examen ging Weiner werken bij de Centre Daily Times, waar ze een vaste column heeft. Vervolgens werkte ze bij Lexington Herald-Leader en de The Philadelphia Inquirer als journalist. Daarnaast schreef ze tot de publicatie van "Goed in bed" in 2001 freelance voor verschillende magazines. In 2005 kwam haar tweede boek uit: In haar schoenen. Dit boek werd verfilmd met Cameron Diaz, Toni Collette en Shirley MacLaine door 20th Century Fox.
Haar zesde boek Best Friends Forever verscheen in 2009 en werd nummer 1 in de bestsellerlijst van de New York Times en kwam op de lijst van Publishers Weekly's langstlopende bestsellers van het jaar. In 2011 had ze negen bestsellers (acht novelles en een boek met verzamelde verhalen) geschreven en 11 miljoen exemplaren verkocht in 36 verschillende landen.

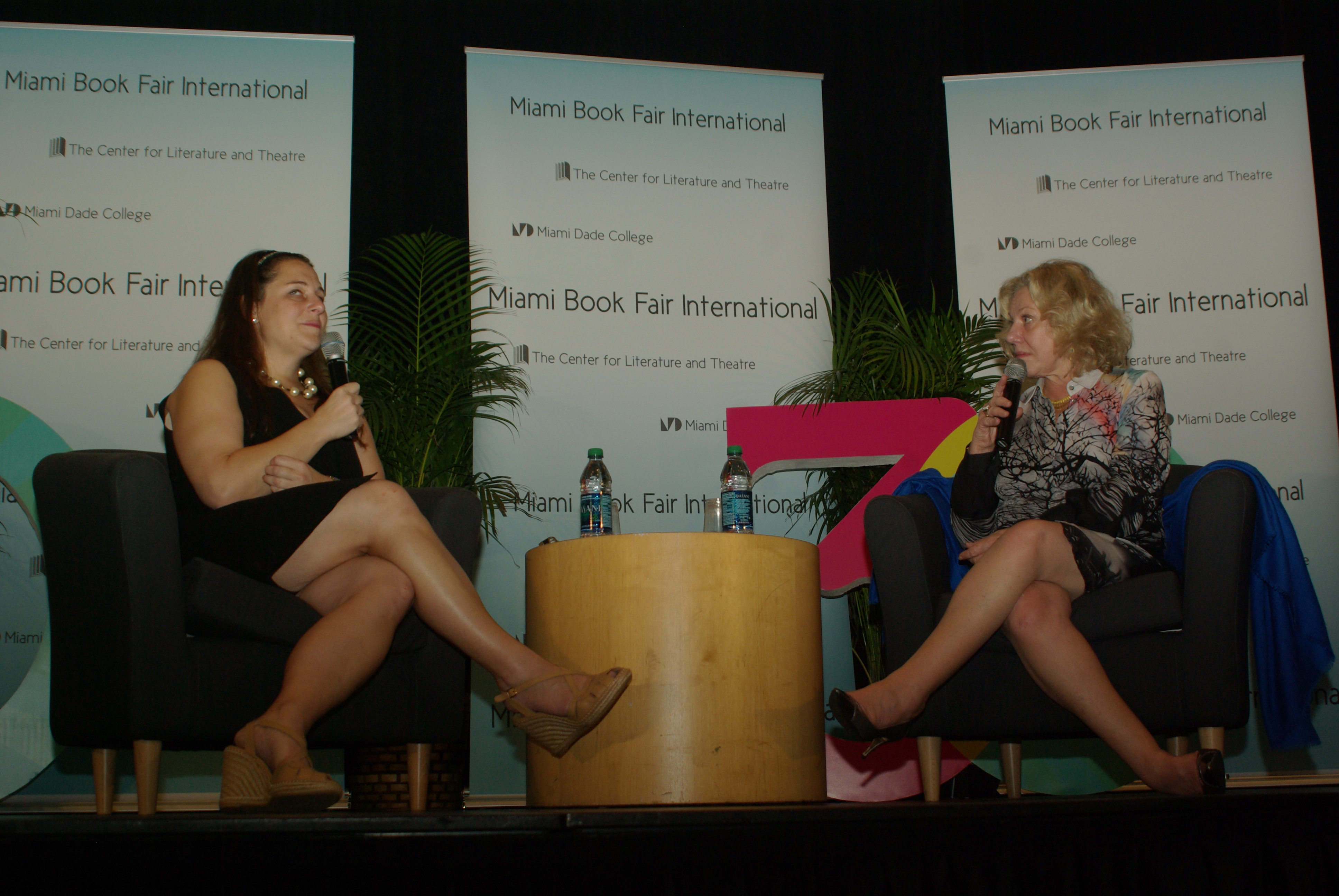
Jennifer Weiner en Erica Jong op de Miami Book Fair International 2013

Naast het schrijven van fictie was Weiner producent van de sitcom State of Georgia op de Amerikaanse zender ABC Family. Ze staat daarnaast erom bekend dat ze live-tweet tijdens de afleveringen van de Amerikaanse versie van Bachelor en Bachelorette. In 2011 werd ze door het blad Time genoemd in hun lijst van de Top 140 Twitter Feeds die "vorm geven aan de conversatie". Weiner noemt zichzelf feminist.

### Kritiek op de genderbias in de media
Weiner is een bekend criticus van, wat zij noemt, de "mannelijke bias" in de uitgeverij en de media. Volgens haar worden boeken geschreven door mannelijke auteurs beter ontvangen dan boeken geschreven door vrouwen: ze krijgen vaker recensies en worden vaker bejubeld door recensenten. In 2010 zei ze in de Huffington Post: "I think it's a very old and deep-seated double standard that holds that when a man writes about family and feelings, it's literature with a capital L, but when a woman considers the same topics, it's romance, or a beach book – in short, it's something unworthy of a serious critic's attention. ... I think it's irrefutable that when it comes to picking favorites – those lucky few writers who get the double reviews AND the fawning magazine profile AND the back-page essay space AND the op-ed ... the Times tends to pick white guys." In een interview met een blog van de Wall Street Journal in 2011 zei ze: "There are gatekeepers who say chick lit doesn’t deserve attention but then they review Stephen King."
Toen het boek Freedom van de auteur Jonathan Franzen werd uitgebracht in 2010, kreeg het uitgebreide media-aandacht, inclusief een voorpaginaverhaal in het blad "Time". Weiner reageerde daarop dat zij de aandacht overdreven vond en ging de discussie aan over de vraag of de aandacht van de media voor Franzen een voorbeeld was van seksisme in de literaire wereld. Hoewel Weiner wat weerstand kreeg van andere vrouwelijke schrijfsters, bewees een studie in 2011 veel van haar beweringen en Franzen zelf was het met haar eens, zo zei hij in een interview met The Daily Telegraph: "To a considerable extent, I agree. When a male writer simply writes adequately about family, his book gets reviewed seriously, because: 'Wow, a man has actually taken some interest in the emotional texture of daily life', whereas with a woman it’s liable to be labelled chick-lit. There is a long-standing gender imbalance in what goes into the canon, however you want to define the canon."
Over de term chicklit is Weiner verdeeld. Ze omarmt het genre, maar aan de andere kant bekritiseert ze het gebruik ervan als denigrerend voor commerciële vrouwelijke fictie. "I’m not crazy about the label," zegt ze, "because I think it comes with a built-in assumption that you’ve written nothing more meaningful or substantial than a mouthful of cotton candy. As a result, critics react a certain way without ever reading the books." In 2008 publiceerde Weiner op haar blog kritiek op een recensie door Curtis Sittenfield van een boek van Melissa Bank: "The more I think about the review, the more I think about the increasingly angry divide between ladies who write literature and chicks who write chick lit, the more it seems like a grown-up version of the smart versus pretty games of years ago; like so much jockeying for position in the cafeteria and mocking the girls who are nerdier/sluttier/stupider than you to make yourself feel more secure about your own place in the pecking order."

## Verfilmingen en tv optredens

### In Her Shoes
In haar schoenen (2002) werd verfilmd als In Her Shoes, een film met Cameron Diaz, Toni Collette en Shirley MacLaine. Weiner maakt een kort optreden in de film.

### State of Georgia
Nadat Weiner in 2008 had getekend bij de televisiezender ABC schreef ze een pilot voor een half uur durende sitcom met producent Jeff Greenstein (Desperate Housewives), genaamd The Great State of Georgia, over een vollere vrouw die graag een Broadway-ster wil worden. In 2010 besloot het netwerk om de serie (hernoemd tot State of Georgia) uit te zenden en in de zomer van 2011 werden er 12 afleveringen uitgezonden. Op 16 september kondigde Weiner het einde van de serie aan via Twitter.

### Tv-optredens
Weiner maakte haar tv debuut in de Amerikaanse The Tony Danza Show in 2005 en opnieuw in 2006. Daarnaast had ze een rol als zichzelf in de televisieserie Younger in 2016.

## Privéleven
In oktober 2001 trouwde Weiner met advocaat Adim Bonin. Ze kregen twee kinderen en gingen in 2010 weer uit elkaar. Op 19 maart 2016 trouwde ze met de schrijver Bill Syken.

### Novelles
- Goed in Bed (Good in Bed) (2001)
- In haar schoenen (In her Shoes) (2002)
- Lichte aardschokken (Little Earthquakes) (2004)
- Alleen naar bed (Goodnight Nobody) (2005)
- Bij jou of bij mij? (The Guy not Taken) (2006)
- Sommige meisjes (Certain Girls) (2008)
- Vriendinnen voor altijd (Best friends forever) (2009)
- Vlieg terug naar huis (Fly away Home) (2010)
- Zij (Mrs. Everything) (2019)

Nog niet in het Nederlands vertaald:
- Then Came You (2011)
- The Next Best Thing (2012)
- All Fall Down (2014)
- Who Do You Love (2015)

### Korte verhalen
- Disconnected (2013)
- Recalculating (2011)
- Swim (2012)
- The Half Life (2010)
- A Memoir of Grief (2012)
- Good Men (2013)

### Non-fictie
- Hungry Heart: Adventures in Life, Love, and Writing (2016)